# Sacagawea
Sacagawea, née aux alentours de 1788 en Idaho et morte en 1812 au Dakota du Sud à l'âge de 24 ans environ, est une Amérindienne issue de la tribu des Shoshones. Les mystères qui l'entourent sont si nombreux que même son nom demeure incertain : Sacagawea, Sacajawea  ou encore Sakakawea (« femme oiseau » en hidatsa).
On ne connaît que très peu sa vie avant l'expédition Lewis et Clark à laquelle elle a pris part, et ce qu'elle en a dit à ces derniers. On sait qu'elle est enlevée à l'âge de 12 ans par les Hidatsas (Gros Ventres ou Big Bellies) avec qui elle vit assez peu de temps puisqu'elle aurait été gagnée à un jeu de hasard par Toussaint Charbonneau, un trappeur canadien-français qui l'épouse. Elle devient à l'âge de 16 ans l'interprète et la guide de l'expédition de Lewis et Clark.

## Biographie

### La vie de Sacagawea auprès des Lemhi Shoshones
On peut tenter de reconstituer une partie de la vie de Sacagawea à travers la culture shoshone, tribu amérindienne à laquelle elle appartient. Les femmes des tribus amérindiennes sont, quoique considérées inférieures aux hommes, respectées, notamment en raison de leur rôle reproducteur. Ce sont aussi elles qui s'occupent de conserver la nourriture et de construire les habitations. Elles participent également aux discussions entre communautés et sont en cela de véritables diplomates. Sacagawea a sans doute été influencée par ces codes lors de sa rencontre avec Lewis et Clark.
À l'âge de 12 ans, alors que son peuple voyage à l'est de son lieu d'implantation, elle est capturée à la suite d'une attaque perpétrée par le peuple Hidatsa. Elle est alors intégrée par adoption selon les coutumes hidatsa et devait se charger comme les autres femmes de l'agriculture.
C'est entre 1799 et 1803 que Toussaint Charbonneau l'épouse ; elle est sans doute échangée contre des denrées, selon la pratique.
Elle donne naissance à son premier enfant vers 16 ans : Jean-Baptiste Charbonneau.

### L'expédition de Lewis et Clark
L'expédition, qui dure deux ans de 1804 à 1806, est un projet du président Thomas Jefferson qui s'intéresse particulièrement aux régions de l'Ouest. L'expédition de Lewis et Clark s'inscrit dans cette volonté de mieux connaître le territoire américain et ses habitants.

L'expédition débute au niveau de la rivière Missouri, non loin des villages Mandan. C'est à Fort Mandan, construit par les deux explorateurs et qui sert de point de départ vers les montagnes Rocheuses, que Sacagawea rencontre l'expédition de Lewis et Clark. En effet, elle habite avec Charbonneau dans un village mandan, Charbonneau qui est choisi pour être l'interprète de l'expédition. Rien ne nous explique pourquoi elle est choisie pour partir avec Lewis et Clark plutôt qu'une autre femme. En décembre 1804, peu avant le départ de l'expédition, Lewis écrit : 

« Un Français du nom de Chabonah (Charbonneau), qui sait parler la langue des gros ventres (big belly) est venu nous voir, il voulait être incorporé et nous informait que ses deux squaws étaient des indiennes snakes Shoshones, nous l'avons engagé pour qu'il vienne avec nous et en prenant une de ses femmes afin qu'elle traduise le shoshone. »

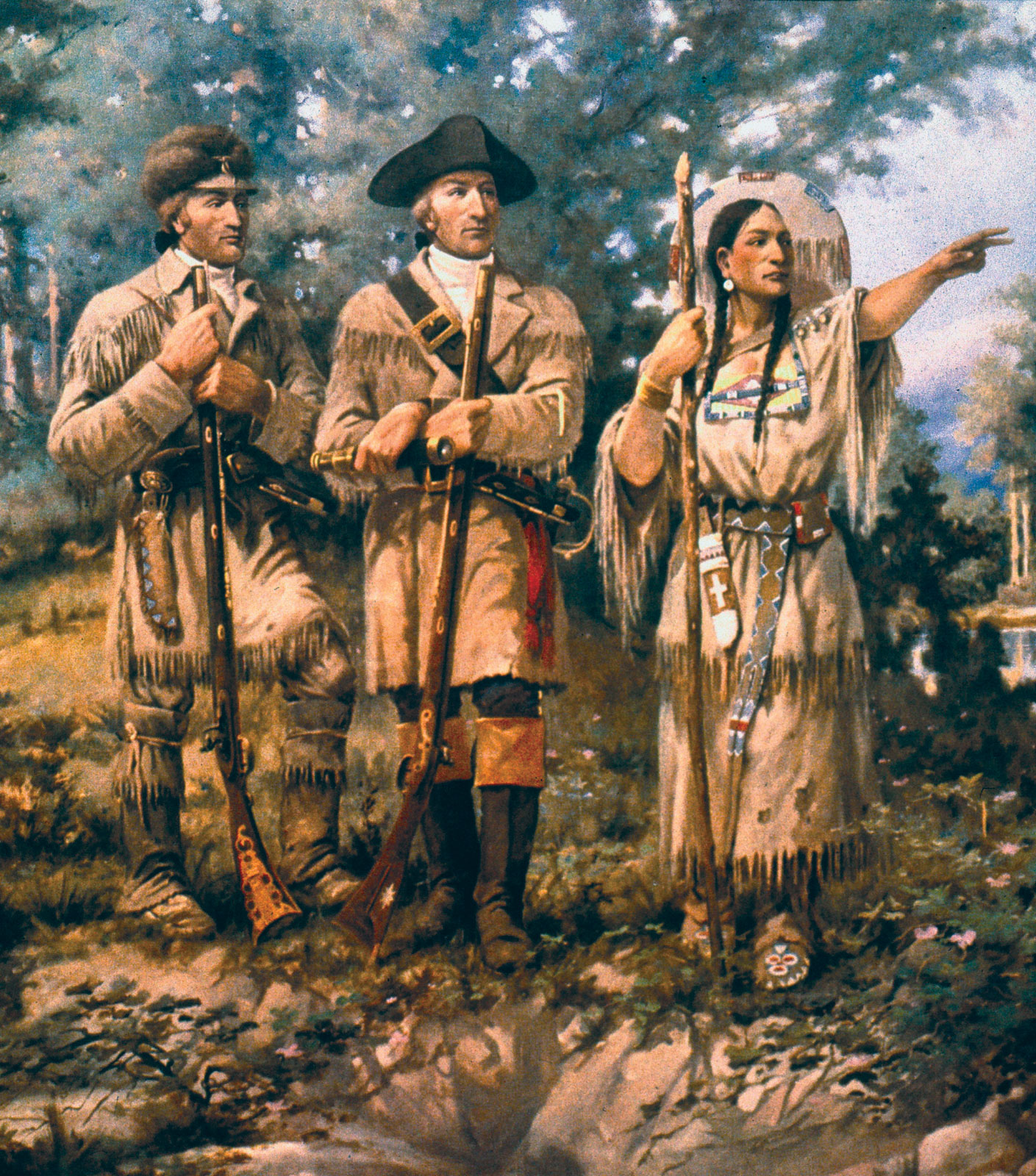
Détail de Lewis & Clark at Three Forks, peint par Edgar Samuel Paxson.

La connaissance de Sacagawea sur les peuples et les milieux et les climats traversés assure pour une grande partie le succès de l’expédition qui voit pour la première fois l'océan Pacifique en décembre 1805. C'est à ce moment-là que Fort Clatsop est fondé. Elle sauve au moins par deux fois l'expédition d'un échec : lorsqu'elle évite la perte de vivres et de documents dans des rapides et lorsqu'elle contribue à communiquer avec les Shoshones quand l'expédition entre en contact avec eux en août 1805, tribu au départ hostile à leur passage dont le chef n'est autre que son frère Cameahwait. Alors qu'elle aurait pu rester avec lui et son peuple, elle décide de continuer avec l'expédition.
Son exploit est d’autant plus méritoire qu’elle accouche d'un fils, Jean-Baptiste dit « Pompy », juste avant ou pendant l'expédition ; elle a donc dû s'occuper d'un nouveau-né pendant tout le temps de sa traversée, sachant que la mortalité infantile atteint des taux élevés à cette époque.
Sa place au sein de l'équipe d'explorateurs n'est pas bien connue, de même que le comportement de son époux envers elle. Cependant, il est vraisemblable que certains hommes vendaient à leurs compagnons des nuits avec leur propre épouse, en échange de denrées, comme du tabac par exemple. C'est ce que montrent les carnets d'expédition du sergent Patrick Gass. Aucun trouble n'est référencé sur les carnets tenus par les membres de l'expédition.

### Fin de vie
Après le retour de l'expédition, Charbonneau et Sacagawea décident de rejoindre Clark en 1809 à Saint-Louis dans le Missouri, car ce dernier leur propose la prise en charge de l'éducation de leur fils Jean-Baptiste. Néanmoins en 1811, les deux époux repartent, laissant leur fils à Saint-Louis.
Sacagawea donne naissance en 1812 à un deuxième enfant, Lisette. À nouveau elle accompagne Charbonneau dans une autre expédition, commerciale cette fois. Ce sont les journaux de bord de ce deuxième voyage qui font état de la fin de vie de Sacagawea ; Luttig, auteur de ces textes et homme d'affaires, précise : « cette nuit la femme de Charbonneau, une squaw shoshone, est morte d'une fièvre putride ». Ces documents montrent qu'elle meurt en 1812 à Fort Manuel Lisa (en).

## Le mythe Sacagawea
Tout comme Malinche (Mexique) et Pocahontas, Sacagawea fait partie de ces femmes qui ont marqué l'Histoire du continent américain et qui sont à l'origine de nombreux mythes.
La présence et le rôle joué par Sacagawea lors de l'expédition de Lewis et Clark ont contribué à l'acceptation de la part des nouveaux arrivants européens des connaissances et de l'utilité des populations indiennes, en particulier de celles des femmes.
Elle devient d'ailleurs un modèle dans le courant du XXe siècle pour les femmes engagées pour leurs droits. Sacagawea est élevée au rang d'héroïne de la nation, si bien qu'elle est même désormais associée au concept de destinée manifeste.

## Hommages
- 2003 : cérémonie d'admission au National Women's Hall of Fame[10].
- Elle est l'une des 39 femmes à la table de l'installation de l'artiste féministe Judy Chicago The Dinner Party, aujourd'hui exposée au Brooklyn Museum[11]. Cette installation se présente sous la forme d'une table en triangle, de 13 convives par côté, chaque convive étant une femme, figure historique ou mythique[12].

### En mémoire
Ces lieux portent son nom, en son honneur : 
- le lac Sakakawea, créé en 1956 dans le Dakota du Nord ;
- la Sacagawea River, une rivière du Montana ;
- l’USS Sacagawea, nom porté par plusieurs navires de l'United States Navy ;
- l'astéroïde (2822) Sacajawea ;
- la série des pièces américaines de 1 dollar de Sacagawea, frappée depuis l'an 2000 ornées de son portrait et où elle porte son fils sur le dos.

## Dans la culture populaire
- Son personnage, incarné par Mizuo Peck, joue un rôle important dans les trois films La Nuit au musée (2006), La Nuit au musée 2 (2009) et La Nuit au musée 3 (2015), dans lesquels les statues de cire du Muséum américain d'histoire naturelle s'animent la nuit venue.
- Son personnage est repris dans l'épisode En Marge de l'histoire des Simpson, jouée par Lisa Simpson (saison 15, épisode 11).
- Elle est évoquée dans la chanson Black Man de Stevie Wonder.
- Son personnage joue un rôle important dans Le Chant du Grand Nord, roman en deux tomes de Nicolas Vanier.
- Son personnage est joué par Donna Reed, dans le film Horizons lointains, réalisé en 1955 par Rudolph Maté.
- Son histoire est racontée dans Sacajawa d'Anna Lee Waldo et Le Courage de Sacajawea de Sophie Humann.
- Son nom est mentionné dans Le livre Le nez qui vogue de Réjean Ducharme.
- En 2010, la pianiste et compositrice italienne Alessandra Celletti publie Sketches of Sacagawea (cd et livre) pour le label Al-kemi Lab[13].
- Du 24 au 29 mai 2018, le jeu de simulation en ligne Forge of Empire lui consacre un événement et une série de quêtes historiques, à l'issue desquelles on peut gagner un bâtiment spécial : la ménagerie.
- Son personnage est incarné par Michelle Maloney dans l'épisode 7 de la quatrième saison de Epic Rap Battles of History, "Lewis and Clark vs Bill and Ted"
- Elle est évoquée dans la série Trésors perdus : le secret de Moctezuma